# Айгуа де Валенсія

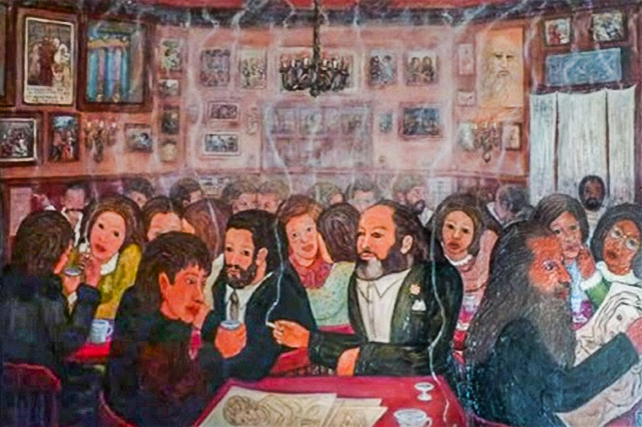
Айгуа де Валенсія — «валенсійська вода» — у кав'ярні «Мадрид», м. Валенсія

А́гуа де Вале́нсія або валенсі́йська вода́ (ісп. Agua de Valencia, вимова літературною каталанською ['ajɣwə də βə'łɛnsiə], у Валенсії вимовляється ['ajɣwa de va'łensia]) — відомий валенсійський коктейль з кави, помаранчевого соку, горілки та джину.
Вперше приготований та поданий у 1959 р. у кав'ярні «Мадрид» у м. Валенсія.
На малюнку — картина «Кав'ярня „Мадрид“» Кунста́нте Жі́ла (кат. Constante Gil), винахідника «валенсійської води».